# دايفيد كاهان
دايفيد كاهان (بالبولندية: Dawid Kahane)‏ (بالعبرية: דוד כהנא‏) هو حاخام إسرائيلي وبولندي، ولد في 15 مارس 1903 في Hrymailiv ‏ في أوكرانيا، وتوفي في 24 سبتمبر 1998 في القدس في إسرائيل.